# Blodröd synd tvås vit som snö
Blodröd synd tvås vit som snö är en sång från 1885 med text och musik av Herbert Booth.

## Publicerad i
- Musik till Frälsningsarméns sångbok 1907 som nr 74.
- Frälsningsarméns sångbok 1929 som nr 183 under rubriken "Helgelse - Överlåtelse och invigning".
- Frälsningsarméns sångbok 1968 som nr 128 under rubriken "Helgelse".
- Frälsningsarméns sångbok 1990 som nr 387 under rubriken "Helgelse".